# Хименес, Хуан
Хуан Антонио Хименес Лопес (исп. Juan Antonio Giménez López; 26 ноября 1943 — 2 апреля 2020) — аргентинский художник и автор комиксов. Его отличительной чертой являются подробные машиноподобные изображения. К наиболее известным произведениям Хименеса относятся истории, созданные для французского журнала Métal Hurlant и итальянского L'Eternauta, а также серия комиксов «Метабароны», написанная вместе с Алехандро Ходоровски.

## Биография
Хуан Хименес родился в аргентинском городе Мендоса. Он закончил среднюю школу, получив специальность промышленного дизайнера. Затем Хименес поступил в Школу искусств и дизайна при Национальном университете Куйо, а впоследствии и в Академию изящных искусств в испанской Барселоне. В начальный период своей профессиональной карьеры он занимался рекламой, а написание и рисование комиксов являлось для него второстепенным делом. Но к 30 годам Хименес перешёл на создание комиксов как основной вид своей деятельности.
Первые истории Хименеса стали публиковаться, когда ему было ещё 16 лет, в аргентинских журналах Frontera, Misterix и Hora Cero. Его первые работы для аргентинских редакторов, таких как Colomba и Record, в значительной степени создавались под влиянием Уго Пратта, проведшего годы в Аргентине, и Франсиско Солано Лопеса. Вернувшись в Испанию, Хименес работал в испанских журналах Zona 84 и Comix International, равно как и в итальянских (Lanciostory и Skorpio). Его творчество этого периода в целом можно отнести к военным и научно-фантастическим жанрам. В 1979 году вышла его первый комикс на французском языке — Leo Roa.
В 1980 году Хименес работал над эпизодом «Гэри Кэньен» из полнометражного мультфильма «Тяжёлый металл». В 1980-е годы он сотрудничал с несколькими европейскими журналами, в том числе с испанским изданием Жозепа Тутена 1984, французским журналом Métal Hurlant и итальянским журналом L'Eternauta, экспериментируя с графическими и повествовательными новшествами.
К этому периоду относится и одна из лучших его серий комиксов, представлявшая собой научно-фантастические рассказы, известные под названием «Парадокс времени». Среди других примечательных работ Хименеса выделяются Ciudad, написанный вместе с Рикардо Баррейро, и Le Quatrième Pouvoir («Четвёртая власть»), который он написал сам.
Стиль Хименеса отличается исключительным вниманием, уделяемым им техническим и историческим деталям. Его серия Pik As была охарактеризована как «энциклопедия о Второй мировой войне в виде комиксов».
Хименес также сотрудничал с такими известными авторами комиксов, как Карлос Трильо, Эмилио Балькарсе и Роберто Даль Пра. Наибольшую известность ему принесла его работа с чилийцем Алехандро Ходоровски над популярной серией комиксов «Метабароны», начатой в 1992 году и выходившей до 2003 года в издательстве Les Humanoïdes Associés. Она была основана на персонажах из серии графических романов «Инкал» Ходоровски и Жана Жиро, и адаптированных элементах, которые Ходоровски планировал использовать в экранизации романа «Дюна» Фрэнка Герберта. Работа Хименеса в качестве художника для этой серии получила высокую оценку среди критиков. Ходоровски, узнав о смерти Хименеса, следующим образом отозвался о нём:
Я тесно сотрудничал с Хуаном Хименесом в течение 10 лет, вместе мы создали сагу о Метабаронах. Что облегчило мою задачу, когда мы предложили ему поработать над сложным миром Метабаронов, так это то, что он уже воплотил бессмертного Безымянного, последнего Метабарона. В моём бессознательном Хуан Хименес не может умереть. Он будет продолжать рисовать, как мастер-воин, которым он был.
Хуан Хименес был удостоен премии Yellow Kid Award как лучший иностранный художник на Международной ярмарке комиксов в Лукке в 1990 году и премией Gaudia на Международном фестивале комиксов в Барселоне в 1990 году.
Он умер в Мендосе 2 апреля 2020 года от COVID-19, будучи госпитализированным 22 марта после возвращения из поездки в Сиджес, где предположительно он и заразился.